# 佐野鋤
佐野 鋤（さの たすく、1908年（明治41年）12月9日-1996年（平成8年）9月20日）は、昭和期に活躍した日本の音楽家。主にジャズや流行歌のジャンルで、クラリネット・サックス奏者、指揮者、作曲家、編曲家として活動した。後年佐野雅美と改名しており、こちらの名前でも知られる。また「辰野正知（たつのまさとも）」名義で作詞も行っている。息子はサックス奏者の佐野博美。

## 経歴
東京牛込にて、田淵治良吉・志げの子として生まれる。5人兄弟（姉三人、兄一人）の末っ子。田淵家はかつて鳥取藩士の家であった。後に母方の養子となり、佐野姓を名乗ることになる。
1922年（大正11年）、小学校を卒業後、姉の貞子が三越に勤めていた関係で同社に就職。やがて音楽に興味を持ち始めるようになる。
1923年（大正12年）の3月、三越少年音楽隊に入隊。当初はトロンボーンを担当。同年9月1日に発生した関東大震災のため、姉の寿美の大阪の嫁ぎ先に下宿を取りながら、大阪の三越少年音楽隊に異動。クラリネットとヴァイオリンが担当楽器となる。後に同音楽隊にサックスが導入されると、これも演奏するようになる。
1925年（大正14年）、山田耕筰らが主催した「日露交歓交響管弦楽演奏会」に楽員として参加。
1926年（大正15年）、音楽隊解散後上京。浅草の帝国館の楽士の職を得て、クラリネットを担当。
1927年（昭和2年）、山田耕筰が主宰した日本交響管弦楽団のクラリネット奏者を経て（このころ佐野姓となる）、大阪の松竹座の楽員となる。
1931年（昭和6年）、上京して帝国ホテルのハタノ・オーケストラに参加。同時にコロムビアでレコーディングの仕事も行う。松竹座時代に知り合ったOSK団員の森都（もりみやこ）と結婚する。6月29日に紙恭輔指揮・コロナオーケストラの演奏で「ラプソディ・イン・ブルー」が日本初演された際、クラリネットを担当。
1932年（昭和7年）、ポリドールのオーケストラ専属となる。このオーケストラはレコーディングのほかに、公演も行っていた。同時にキングレコードのほか、ダンスホールの人形町オリオン、ユニオンでの楽員も兼ねた生活を送る。
1933年（昭和8年）、新しくユニオンの楽団メンバーに服部良一が入団。服部がエマヌエル・メッテルに師事していたことを知ったリーダーの菊池博の提案により、音楽理論や作編曲の勉強会が設立。のちにこの集まりは「響友会」と呼ばれるようになる。
1934年（昭和9年）、菊池のバンドが解散したために、自らリーダー・サックス奏者として「サノアンドヒズハーモニーメーカーズ」を結成しユニオンで活動を開始。のちにこのバンドにはバッキー白片や原六朗も入団する。指揮や編曲も行うが、巧みな編曲技術とともに、当時珍しかった日本民謡や浪曲のジャズバンド用編曲で評判となる。同年、ポリドール・レコードに入社。
1938年（昭和13年）、「霧の深い夜」（作詞・島田磬也、歌・結城道子）など、流行歌作曲も始める。
1940年（昭和15年）、時局にともない、全国のダンスホールが閉鎖。「国民新音楽団」を結成。
1941年（昭和16年）、ポリドールのオーケストラの指揮者に就任する。戦時体制のさらなる高まりのため、同年5月にはポリドールのオーケストラは解散となり、6月1日にビクターに移籍。同社での音楽活動のほかに、ラジオニュース用の軍歌メドレーといった編曲も行い多忙を極める。
1942年（昭和17年）、南方メロディーを取り入れ作曲した「ジャバのマンゴ売り」が大ヒット。南方慰問団（大阪毎日新聞社と東京日日新聞社の共催による「皇軍慰問芸術団」）に参加し6月27日に出立。同団には仁木他喜雄や江口隆哉も参加している。船団への魚雷攻撃やデング熱感染といった困難な状況の中、高雄からサイゴン、シンガポール、ラングーン、ジャワ島各地を訪問。指揮・演奏活動のほかに、現地民謡や伝統音楽の編曲や採譜も行っている。戦後、この時の成果をもとにして、「音楽芸術」などに南方音楽の研究論文を寄稿している。11月28日に東京着。
1943年（昭和18年）、これまでの音楽活動に加えて、「南方共栄圏大音楽会」（3月19日）などで慰問団活動で得た民謡の編曲作品も多数発表するようになる。
1945年（昭和20年）、「佐野鋤とその楽団」を再編成し、銀座メリー・ゴールド、美松などに出演。進駐軍のクラブでも演奏を行う。
1950年（昭和25年）、ビクターへ再入社。暁テル子の大ヒット曲「東京シューシャインボーイ」作曲。
1957年（昭和32年）、ペンネームを佐野雅美（元々鋤は本名であったが、後に戸籍上でもこちらを本名としている）とし、映画音楽、テレビ、ラジオなどの作編曲を手がけるようになる。「ロッテ 歌のアルバム」では10年以上も編曲と指揮を担当した。また吉田正とコンビで、彼の作曲した流行歌を多数編曲している。
1975年（昭和50年）、ビクター専属を辞する。
1982年（昭和57年）、1950年に作曲した交響幻想曲「秋に寄せて」を、日本作曲家協会主催の「シンフォニー・コンサート」において自らの指揮で初演。
1996年（平成8年）9月20日死去。享年87。

## 人物
息子の博美によると、几帳面かつ真面目な性格の人物で、口癖は「努力」であった。また大変な家庭人かつ愛妻家で、新婚当時の思い出の品々を何十年も大事に保管していたという。趣味は8ミリ映画撮影で、少年時代から漫画映画を自作するほどであった。

## 代表曲（作曲）
- 『心の子守唄』（昭和14年4月）［西原武三作詞、歌：北廉太郎］
- 『上海－東京』（昭和14年6月）［島田磬也作詞、歌：結城道子］
- 『ジャワのマンゴ売り』（昭和17年7月）［門田ゆたか作詞、歌：灰田勝彦・大谷冽子]
- 『東京ジルバ』（昭和23年7月）［門田ゆたか作詞、歌：旭輝子］
- 『情熱の人魚』（昭和23年12月）［佐伯孝夫作詞、歌：山口淑子］
- 『上海夜曲』（昭和26年5月）［吉川静夫作詞、歌：服部富子］
- 『東京シューシャインボーイ』（昭和26年6月）［井田誠一作詞、歌：暁テル子］
- 『リオから来た女』（昭和27年10月）［坂口淳作詞、歌：生田恵子］
- 『びっくりしゃっくりブギ』（昭和28年7月）［佐野鋤作詞、歌：暁テル子］
- 『ナショナルキッドの歌』［作詞：大貫正義、歌：ビクター児童合唱団］

## 代表曲（編曲）
三丁目文夫
- 『ペニイ・セレネード』

藤原千多歌
- 『ナポリの夜』

乙羽信子
- 『お京恋しや』
- 『お吉哀しや』

小畑実
- 『あゝ高原を馬車が行く』
- 『ロンドンの街角で』

宇都美清
- 『哀愁のギター』

灰田勝彦
- 『加藤部隊歌（加藤隼戦闘隊）』
- 『君と行くアメリカ航路』
- 『水色のスーツケース』
- 『新橋駅でさようなら』

平野愛子
- 『君待てども』
- 『愛の紅椿』
- 『さよなら銀座』

竹山逸郎
- 『泪の乾杯』
- 『小雨降る城下町』

榎本美佐江
- 『舞妓はんブギ』
- 『早苗恋唄』
- 『天草哀歌』

三浦洸一
- 『さすらいの恋唄』
- 『落葉しぐれ』
- 『東京の人』
- 『弁天小僧』
- 『大阪の人』
- 『街燈』
- 『三浦三崎のマドロスさん』
- 『三輌目の人』
- 『星をみつめて歩く街』
- 『東京タンゴ』
- 『釧路の駅でさようなら』

築地容子
- 『ピンク･マンボ･ブルース』

雪村いづみ
- 『娘サンドイッチマン』
- 『南の花えくぼ』
- 『ロックン桜』

橋幸夫
- 『大利根仁義』
- 『東京五輪音頭』

曽根史郎
- 『看板娘の花子さん』

野村雪子
- 『初恋シャンソン』
- 『あんこマドロス』
- 『おばこマドロス』
- 『潮来通いのポンポン蒸気』

藤本二三代
- 『花の大理石（マーブル）通り』
- 『好きな人』

鶴田浩二
- 『むせび泣き』
- 『ハワイの夜』
- 『街のサンドイッチマン』

久慈あさみ
- 『午前零時の鐘は鳴る』
- 『ヴォルガを越えて来た女』
- 『東京の皇女（プリンセス）』
- 『黄色いリボン』

フランク永井
- 『街角のギター』
- 『東京午前三時』
- 『有楽町で逢いましょう』
- 『有楽町0番地』
- 『たそがれのテレビ塔』

渡辺はま子
- 『ブンガワンソロ』
- 『カサブランカの夜』

松尾和子、和田弘とマヒナスターズ
- 『グッドナイト』

これら流行歌のほかに、ダンス曲や舞台芸術音楽、童謡、校歌、教育用音楽も数多く書いている。また、交響幻想曲「秋に寄せて」や、ジャズバンドとオーケストラのための協奏曲「南の島」といった管弦楽作品も残している。